# Main Street, USA
Pour les articles homonymes, voir Main Street (homonymie).
Main Street, U.S.A. est la rue principale (Main Street en anglais) et la porte d'entrée des parcs à thèmes basés sur le concept de Disneyland, les Royaumes enchantés.
C'est une rue d'une petite ville américaine au début du XXe siècle, inspirée de la ville de Marceline où a vécu Walt Disney. Elle est bordée de boutiques et de restaurants ; elle dispose de peu d'attractions.
Le parc Tokyo Disneyland a sa propre version de cette rue principale. Les intempéries ainsi que l'impossibilité de construire un train autour du parc ont amené à la construction de World Bazaar, avenue couverte par une verrière de style victorien, à la manière d'une halle.
Pour Shanghai Disneyland, les concepteurs ont fait évoluer le concept avec Mickey Avenue, une rue très large et à l'architecture plus portée sur l'imagination.

## Concept et attractions
Le concept de cette rue remonte à la genèse du parc Disneyland. Main Street est la rue principale d'un village nord-américain. Au tournant des XIXe siècle et XXe siècle, cette rue se transforme grâce à l'arrivée de produits manufacturés sortis des récentes industries. Elle accroît son rôle de poumon de la ville et les rues adjacentes deviennent peu à peu le centre-ville. Les villes perdent leurs constructions précaires au profit de bâtiment en dur — principalement en brique — à l'architecture soignée. Des innovations technologiques apparaissent aussi dans le quotidien tel que la radio et l'électricité.
L'époque représentée par ce type bien particulier de rue était pour Walt Disney une période charnière pour les États-Unis. C'est surtout la période de sa jeunesse en grande partie idéalisée que les visiteurs pouvaient partager avec leurs aînés. Depuis quelques décennies avec la disparition d'une grande partie des personnes ayant vécu à cette époque, c'est le charme de l'époque teintée d'éléments victoriens qui émeut les visiteurs. La sophistication des codes régissant l'architecture, le mode et la vie des personnes de l'époque conserve une certaine nostalgie.
Différents aspects de cette rue soulignent une volonté scénaristique particulière : ainsi les fenêtres des devantures sont surbaissées pour que les plus jeunes puissent les voir, les pavés rouges des trottoirs permettent de renforcer les espaces verts (couleur opposée).
Main Street, USA est composée de trois parties : 
- Town Square, la place à l'entrée du parc ;
- Main Street, la rue à proprement parler ;
- Central Plaza, la place centrale du parc au pied du château.

La rue de Main Street est composée de quatre « pâtés de maisons » sensiblement égaux séparés par la rue principale et deux impasses. La première partie de la rue comprend essentiellement des boutiques, tandis que la seconde partie contient plutôt des restaurants et quelques boutiques.
Les principales attractions sont les Main Street Vehicles et les gares des trains :
- Disneyland Railroad
- Walt Disney World Railroad au Magic Kingdom
- Disneyland Railroad au parc Disneyland
- Hong Kong Disneyland Railroad à Hong Kong Disneyland

Town Square permet à Disney d'ouvrir dans les parcs américains deux espaces dans un bâtiment faisant face à City Hall utilisé pour commémorer certains événements de la société Disney ou en l'honneur de Walt :
- Great Moments with Mr. Lincoln
- The Walt Disney Story
- Disneyland: The First 50 Magical Years (exposition temporaire)

La rue sert de parcours pour les parades.

## Parcs

### Disneyland
C'est la version originale, mais en raison du budget alloué en 1955, la rue semble être plus un décor de cinéma en carton-pâte qu'une vraie rue. Elle reproduit une rue dans les années 1870.
À Disneyland, Main Street, U.S.A. comprend les attractions :
- Disneyland Railroad
- Great Moments with Mr. Lincoln
- Main Street Vehicles

### Magic Kingdom
Elle reproduit une rue dans les années 1880. Un élément remarquable est la construction d'un étage complet de coulisses « sous » la rue. La rue étant réellement construite au premier étage, le sous-sol étant un rez-de-chaussée. Pour le reste, la rue possède plus d'éléments décoratifs que la version originale et adopte un style inspiré de la Nouvelle-Angleterre.
Au Magic Kingdom, Main Street, U.S.A. comprend les attractions suivantes :
- Main Street Vehicles
- The Walt Disney Story
- Walt Disney World Railroad

### Tokyo Disneyland
Ici, le nom est World Bazaar, la rue est recouverte d'une immense verrière inspirée des serres victoriennes et il n'y a pas de Town Square. De plus, le visiteur n'est pas obligé d'atteindre Central Plaza pour bifurquer et peut rejoindre, depuis la rue médiane, Adventureland sur la gauche et Tomorrowland sur la droite.
Le principe d'époque unique n'est pas respecté par exemple avec la présence d'un diner des années 1950 ou d'un restaurant japonais, Restaurant Hokusai.
World Bazaar ne comprend qu'une seule attraction Omnibus une version cantonnée à Central Plaza.

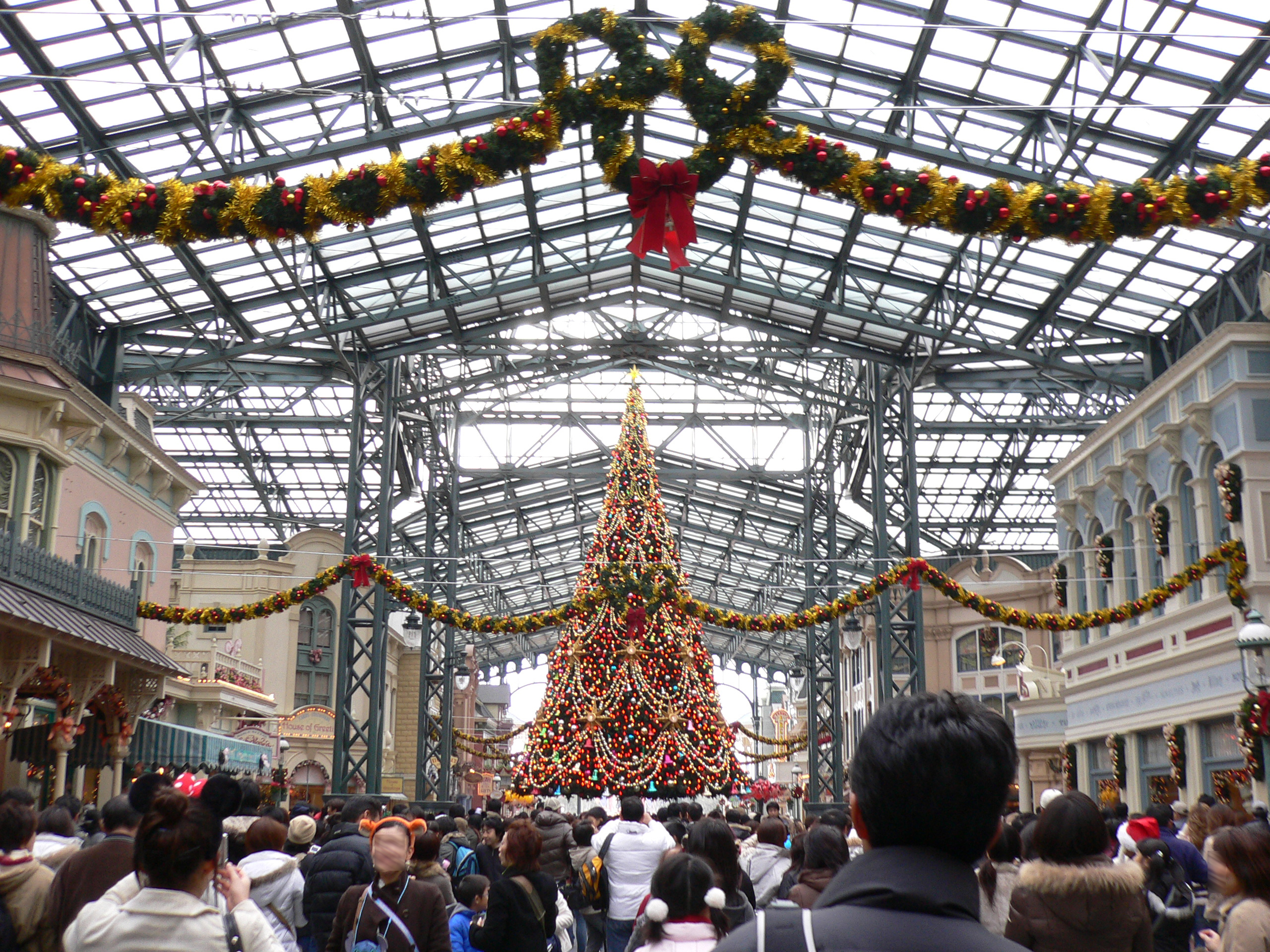
World Bazaar

### Parc Disneyland (Paris)

Sigle dEuro Disneyland Railroad

Convaincue que le concept original de Main Street, U.S.A. ne serait pas réellement compris par les européens du fait de leur différence de culture, l'équipe des Imaginieurs Disney pensait au départ changer radicalement le concept de la rue principale du parc en concevant un boulevard hollywoodien typique du milieu du siècle, avec ses grands cinémas, ses publicités démesurées et ses lumières aveuglantes.
Ils comprirent qu'au-delà d'une rue chargée d'histoire, Main Street, U.S.A. représentait également le dynamisme américain des années 1920 : l'apparition de l'électricité, les premiers véhicules à vapeur, une joie de vivre omniprésente…
Afin de satisfaire le public européen, réputé difficile, le décor de la rue et son « histoire » furent améliorés par rapport aux parcs américains. Le décor est beaucoup plus soigné avec une multitude de détails dont les becs de gaz, les noms aux fenêtres. Le promeneur peut noter la présence de Casey's Corner, un café, temple du baseball. En raison des intempéries, Main Street possède comme la version japonaise une particularité technique pour pallier la météo. Deux allées couvertes nommées arcades longent de chaque côté les pâtés de maisons. Ceci permet de proposer des lieux couverts et des lieux en plein air pour le public français qui aime manger en extérieur par beau temps. Vis-à-vis de la version japonaise, les arcades sont une solution meilleur marché, ce qui a pu permettre la réalisation d'une esthétique du land plus soignée que dans les autres Magic Kingdoms. De plus, les Français ont la réputation d'aimer manger à l'extérieur, Tony Baxter explique que cela aurait été une erreur de couvrir l'ensemble de la rue comme à Tokyo.
Dans le parc Disneyland, Main Street, U.S.A. comprend les attractions suivantes :
- Disneyland Railroad
- Main Street Vehicles
- Horse-Drawn Steetcars : tramway tiré par des chevaux.
- Liberty Arcade et Tableau : genèse et représentation de la statue de la Liberté (arcade couverte gauche).
- Discovery Arcade : maquettes d'inventions remarquables du début du XXe siècle (arcade couverte droite).

### Hong Kong Disneyland
C'est une copie quasi-conforme de celle de Disneyland.

Main Street ne comprend qu'une seule attraction: Main Street Vehicles.

### Shanghai Disneyland
Le parc possède Mickey Avenue en guise de rue principale,. Son concept s'inspire des zones Main Street, U.S.A., Mickey's Toontown et Hollywood Blvd., visibles dans les autres parcs Disney. Elle se veut ainsi la synthèse de l'univers et de l'histoire des studios Disney, en faisant à la fois référence à leurs personnages d'animation emblématiques, tels que Mickey Mouse, à la ville de Marceline où vécut Walt Disney, ainsi qu'à Hollywood Boulevard. L'architecture des bâtiments est tour à tour victorienne et art déco, tout en gardant une esthétique axée sur l'imaginaire.
L'avenue rassemble des boutiques ou restaurants réels, des entreprises fictives servant de décor et des points de rencontre avec les personnages Disney.
Commerces et restaurants
- Les Pâtisseries de Rémy, une boulangerie française sur le thème du film Ratatouille ;
- Treehouse Treats Chip & Dale, un marché en plein air sur le thème de Tic et Tac ;
- Sweethearts Confiserie, un magasin de bonbons sur le thème de Minnie Mouse ;
- Haus de Waffles ;
- Avenue M Arcade, la plus grande des boutiques de souvenirs du parc, basée sur le Carthay Circle Theater ;
- Il Paperino, boutique de gelati sur le thème de Donald Duck ;
- Mickey & Pals Market Café Restaurant, restaurant mettant en vedette Mickey Mouse, Daisy Duck, les Trois Caballeros et Tony du restaurant de La Belle et le Clochard.

Entreprises fictives
Les boutiques ou entreprises fictives ne sont pas toutes liées à des personnages de dessins animés : B.B. Wolf Demolition, Three Little Pigs Hardware, le coffre de Picsou, un garage, un dentiste, un barbier.